# Ennomos perfuscata
Ennomos perfuscata är en fjärilsart som beskrevs av Louis Beethoven Prout 1913. Ennomos perfuscata ingår i släktet Ennomos och familjen mätare. Inga underarter finns listade i Catalogue of Life.